# Giải bóng đá bãi biển vô địch quốc gia 2020
Giải bóng đá bãi biển vô địch quốc gia 2020 là giải bóng đá bãi biển được tổ chức lần thứ 12 của Giải bóng đá bãi biển vô địch quốc gia do VFF tổ chức, giải đấu diễn ra từ ngày 24 tháng 12 đến ngày 30 tháng 12 năm 2020. Tất cả trận đấu được tổ chức tại Sân bóng đá Bãi biển Nha Trang, Khánh Hòa.

## Các đội bóng
| Số thứ tự | Câu lạc bộ |
| --------- | ---------- |
| 1         | Bình Thuận |
| 2         | Đà Nẵng    |
| 3         | Gia Việt   |
| 4         | Khánh Hòa  |

## Vòng bảng

### Bảng xếp hạng
| Thứ hạng | Đội bóng   | Trận | Thắng | Thắng hiệp phụ | Thắng luân lưu | Thua | Hiệu số | Điểm | Phân hạng       |
| 1        | Khánh Hòa  | 3    | 2     | 0              | 0              | 1    | 10-6    | 6    | Tranh giải nhất |
| 2        | Đà Nẵng    | 3    | 1     | 0              | 1              | 1    | 7-5     | 4    | Tranh giải nhất |
| 3        | Bình Thuận | 3    | 0     | 1              | 0              | 2    | 9-13    | 2    | Tranh giải ba   |
| 4        | Gia Việt   | 3    | 0     | 0              | 1              | 2    | 3-4     | 1    | Tranh giải ba   |

### Kết quả thi đấu

#### Vòng 1
| Bình Thuận | 5–4      | Gia Việt                                                           |
| --- | -------- | ------------------------------------------------------------------ |
| Nguyễn Khắc Tin 7' · Nguyễn Vũ Trường Giang 12' · Bùi Hoài Bảo Phương 21' · Bùi Xuân Bình 36' · La Văn Trường 37' · | Chi tiết | Mai Đức Rim 2' · Trần Công Thành 20' · Nguyễn Viết Đoàn 21', 27' · |

| Khánh Hòa                  | 2–2      | Đà Nẵng                               |
| -------------------------- | -------- | ------------------------------------- |
| Trần Vĩnh Phong 19', 26' · | Chi tiết | Hồ Minh Tuấn 21' · Hồ Quốc Hưng 36' · |

#### Vòng 2
| Bình Thuận                                   | 3–6      | Khánh Hòa                                                                                    |
| -------------------------------------------- | -------- | -------------------------------------------------------------------------------------------- |
| La Văn Trường 20', 23' · Bùi Xuân Bình 33' · | Chi tiết | Phùng Ngọc Vĩnh Quý 4', 27', 28' · Lê Ngọc Hải 9' · Nguyễn Bảo Chung 20' · Lê Kim Tuấn 21' · |

| Gia Việt                               | 2–2 <Pen:2-1> | Đà Nẵng                                |
| -------------------------------------- | ------------- | -------------------------------------- |
| Nguyễn Văn Nhật 9' · Mai Đức Rim 16' · | Chi tiết      | Hồ Minh Tuấn 13' · Trần Ngọc Bảo 27' · |

#### Vòng 3
| Đà Nẵng                                                    | 3–1      | Bình Thuận                   |
| ---------------------------------------------------------- | -------- | ---------------------------- |
| Lê Quý Long Vỹ 12' · Hồ Quốc Hưng 15' · Mai Văn Mãnh 26' · | Chi tiết | Nguyễn Vũ Trường Giang 35' · |

| Khánh Hòa                                      | 2–1      | Gia Việt         |
| ---------------------------------------------- | -------- | ---------------- |
| Trần Vĩnh Phong 4' · Phùng Ngọc Vĩnh Quý 28' · | Chi tiết | Mai Đức Rim 5' · |

## Trận tranh hạng ba
| Bình Thuận | 0–2      | Gia Việt                               |
| ---------- | -------- | -------------------------------------- |
|            | Chi tiết | - Mai Đức Rim 23' - Nguyễn Văn Lộc 32' |

## Trận chung kết
| Khánh Hòa                                       | 2–3      | Đà Nẵng                                                    |
| ----------------------------------------------- | -------- | ---------------------------------------------------------- |
| - Nguyễn Anh Nhân 29' - Phùng Ngọc Vĩnh Quý 36' | Chi tiết | - Mai Văn Mãnh 4' - Nguyễn Văn Hoan 20' - Hồ Quốc Hưng 29' |

## Tổng kết mùa giải
- Đội Vô địch: Đà Nẵng
- Đội thứ Nhì: Khánh Hòa
- Đội thứ Ba: Gia Việt
- Giải phong cách: Khánh Hòa
- Cầu thủ ghi nhiều bàn thắng nhất: Phùng Ngọc Vĩnh Quý (Số 5, Khánh Hòa, 5 bàn)
- Thủ Môn xuất sắc nhất: Nguyễn Hữu Ân (1, Đà Nẵng)
- Cầu Thủ xuất sắc nhất: Hồ Quốc Hưng (3, Đà Nẵng)